# Gortestjärnen
Gortestjärnen är en sjö i Vilhelmina kommun i Lappland och ingår i Ångermanälvens huvudavrinningsområde. Sjön har en area på 0,107 kvadratkilometer och ligger 342,3 meter över havet. Sjön avvattnas av vattendraget Rismyrbäcken.

## Delavrinningsområde
Gortestjärnen ingår i det delavrinningsområde (717470-152281) som SMHI kallar för Utloppet av Gortestjärnen. Medelhöjden är 351 meter över havet och ytan är 0,52 kvadratkilometer. Det finns ett avrinningsområde uppströms, och räknas det in blir den ackumulerade arean 19,93 kvadratkilometer. Rismyrbäcken som avvattnar avrinningsområdet har biflödesordning 2, vilket innebär att vattnet flödar genom totalt 2 vattendrag innan det når havet efter 290 kilometer. Avrinningsområdet består mestadels av skog (34 procent) och öppen mark (37 procent). Avrinningsområdet har 0,11 kvadratkilometer vattenytor vilket ger det en sjöprocent på 20,3 procent.